# 브라이언 글레이저

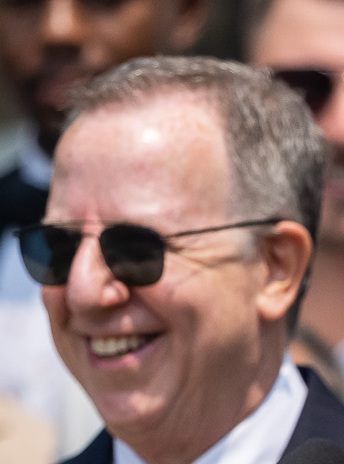

브라이언 글레이저(Bryan Glazer, 1964년 10월 27일~ )는 미국의 기업인이자 맬컴 글레이저의 아들로, 퍼스트 얼라이드 코퍼레이션과 탬파베이 버커니어스의 공동 회장이다.
워싱턴 D.C.에 위치한 아메리칸 대학교에서 방송 통신 전공으로 학사 학위를 받은 후 남부 캘리포니아에 위치한 워티어 로스쿨에서 법학 박사 학위를 받았다.
1995년 탬파베이 버커니어스의 수석 부사장으로 임명되었고, 1997년부터는 석유 기업 자파타 코퍼레이션의 이사로 임명되었고, 현재 맨체스터 유나이티드 FC의 이사로 일하고 있다.

## 같이 보기
- 맨체스터 유나이티드 FC